# Венгер, Джон
Джон (Яков) Венгер (англ. John Wenger; 1887—1976) — сценограф, живописец и график.

## Биография
Родился 16 июня 1887 года в Елисаветграде. Начал рисовать с трёх лет. Учился в Елисаветградский гимназии. Преподаватели обратили внимание на способности к рисованию и посоветовали родителям 13-летнего гимназиста обратиться в Императорскую Академию искусств с ходатайством позволить учиться в Одесском художественном училище. С 1900 по 1903 год обучался в этом заведении.
В 1903 году эмигрировал в Америку, где жил его дядя — владелец магазина в Ньюарке (Нью-Джерси). Зарабатывал на жизнь моделированием женской одежды и ювелирных изделий. Потом поступил в Нью-Йоркскую академию дизайна. Глубокое, новаторское понимание соотношения колера и света способствовало тому, что Венгер стал знаменитым прежде всего как театральный художник, сделав революцию в художественном оформлении спектаклей. В 1916 году была устроена его первая персональная выставка в Нью-Йорке, которая получила прекрасные отзывы. Её посетил известный актёр Фрэнк Конрой (1890—1964), который предложил Венгеру оформить на открытии театра Гринвич-Виллидж спектакль по пьесе тогда еще малоизвестного драматурга Юджина О’Нила (1888—1953). После триумфальной премьеры О’Нил (в будущем лауреат Нобелевской премии) сказал Венгеру: «Молодой человек, теперь весь мир будет знать вас!»
Его называли «мастером-колористом», «создателем графической симфонии». Он был художественным руководителем ведущих бродвейских театров. Много работал в Метрополитен Опера, Бостонской опере и других театрах. В 1919 году ему было заказано изготовление эскизов декораций к американской премьере балета «Петрушка» И. Стравинского и многим другим постановкам, которые вошли в историю американского театрального искусства.
Получил мировое признание как живописец и график (писал тематические композиции, портреты, пейзажи, натюрморты, миниатюры и акварели). На протяжении жизни художника было устроено 25 персональных выставок в США, Канаде и многих странах Европы. Венгер попал в число шести крупнейших американских художников, в честь которых была выпущена серия марок с изображением их картин.
Скончался в Нью-Йорке в 1976 году.